# Autoruns
AutoRuns (häufig nur Autoruns) ist eine Freeware-Software für Windows, die von der Microsoft-Abteilung Windows Sysinternals entwickelt wird. Das Programm ist eine Alternative zum Windows-internen Autostart-Konfigurationsmenü Msconfig.

## Funktion
Autoruns zeigt im Gegensatz zum Windows-eigenen Tool msconfig.exe und vergleichbaren Programmen von Drittanbietern, die beim Systemstart ausgeführten Programme, Bibliotheken, Dienste und Routinen sehr ausführlich an. Die verschiedenen Kategorien sind in Registerkarten gegliedert. Es liefert umfangreiche Informationen, beispielsweise eine Beschreibung, den Programmpfad oder Hersteller des Programms, sodass eine umfassende Systemanalyse ermöglicht wird. Die Einträge werden in der Reihenfolge gelistet, wie sie in Windows verarbeitet werden.
Durch die Auswahl verschiedener Optionen ist es möglich, Autostarteinträge von Microsoft oder Windows auszublenden, um sich auf Software von Drittanbietern zu konzentrieren. Die jeweiligen Einträge können durch das Anklicken der zugehörigen Checkbox deaktiviert bzw. wieder aktiviert werden. Eine hohe Anzahl an Programmen im Autostart verlangsamt das System sowohl beim Booten als auch im normalen Betrieb, da durch die zusätzlichen Anforderungen der im Hintergrund ausgeführten Programme dem Betriebssystem weniger Rechenleistung bzw. generelle Systemressourcen zur Verfügung stehen.
Seit der Version 13 bietet Autoruns die Möglichkeit, Einträge durch den Virenscan-Dienst VirusTotal überprüfen zu lassen.
Das Programm funktioniert als portable Software, kann also ohne Installation auch von mobilen Datenträgern – wie z. B. USB-Speichersticks oder CD-ROMs – gestartet und ausgeführt werden. Alle vorgenommenen Einstellungen werden jedoch in der lokalen Windows-Registry gespeichert, womit diese selbst nicht portabel sind.